# 南坪镇 (宣汉县)
南坪乡，是中华人民共和国四川省达州市宣汉县下辖的一个乡镇级行政单位。2020年6月，撤销凤林乡、观山乡和南坪乡，设立南坪镇，以原凤林乡凤凰村、桥沟村、斜坪村和原观山乡及原南坪乡所属行政区域为南坪镇的行政区域。

## 行政区划
南坪乡下辖以下地区：
玄祖村、花园村、南城村、厂坪村和木瓜村。